# 알 스트뢰벨
알 스트뢰벨(Al Strobel, 1939년 ~ 2022년 12월 2일)은 미국의 배우, 텔레비전 영화배우이다.
시애틀에서 태어났다.

## 출연

### 영화
- 트윈 픽스: 더 미씽 피시즈 (2014년)
- 리커쉐이 리버 (2001년)
- 트윈 픽스 (1992년)

### 드라마
- 트윈 픽스 (1989~1991년)